# Megaelosia jordanensis
Megaelosia jordanensis es una especie de anfibio anuro de la familia Hylodidae. Solo se conoce de la localidad de descripción Campos do Jordão, en el estado de São Paulo (Brasil).